# Frederick Niecks
Frederick Niecks, né le 3 février 1845 – mort le 24 juin 1924, est un érudit musical et auteur allemand qui réside en Écosse pendant la majeure partie de sa vie. Il est surtout connu pour ses biographies de Frédéric Chopin et Robert Schumann.

## Biographie
Friedrich Maternus Niecks naît à Düsseldorf, fils d'un chef d'orchestre et enseignant. Son grand-père était également musicien professionnel. Il étudie la musique avec son père et plus tard auprès de Leopold Auer et autres (violon) et Julius Tausch (piano et composition musicale). À l'âge de 13 ans il fait ses débuts en interprétant le concerto pour violon no 2 de Charles-Auguste de Bériot puis fait partie du Musikverein orchestra jusqu'à l'âge de 21 ans.
En 1868 il exprime le désir de se rendre en Grande-Bretagne et Alexander Mackenzie l'invite à s'installer en Écosse où il devient altiste dans le quatuor à cordes de Mackenzie à Édimbourg et organiste et enseignant à Dumfries. En 1879 il devient contributeur régulier au Musical Times.
En 1884 il publie le Concise Dictionary of Musical Terms qui connaît deux éditions. En 1888 il publie son magnum opus, Frédéric Chopin as Man and Musician, suivi d'une édition en allemand en 1889, première biographie complète de Chopin.
En 1891, il est nommé Professeur Reid de musique à l'université d'Édimbourg, poste qu'il occupe jusqu'en 1914. Ses activités comprennent la direction d'un quatuor à cordes et la présentation d'une série annuelle de concerts historiques, en plus de ses fonctions de conférencier et d'enseignant. Parmi ses articles musicaux publiés figurent The Flat, the Sharp and the Natural, The Teaching of Musical History, A History of Programme Music from the 16th Century to the Present Time et The Nature and Capacity of Modern Music.
Il est fait docteur de musique par l'université de Dublin en 1898. En 1907, alors âgé de 62 ans, il épouse la fille de Sir John Struthers, secrétaire du département écossais d'Éducation.
En 1914, au déclenchement de la Première Guerre mondiale, il est contraint de retourner en Allemagne et Donald Tovey lui succède au poste de Professeur Reid. Il revient plus tard à Édimbourg, où il meurt en 1924 âgé de 79 ans. Il est inhumé au Grange Cemetery (en) près du coin sud-est. Sa veuve, Christina Niecks, édite sa biographie de Robert Schumann et la publie à titre posthume l'année après sa mort. Elle-même meurt en 1944 et lègue à la bibliothèque de l'université d'Édimbourg sa collection constituée autour de Chopin, dont des lettres écrites par Chopin, Franz Liszt et Clara Schumann.

## Réputation
La réputation de Niecks comme spécialiste de Chopin est bien établie au XIXe siècle mais décline quelque peu à la fin de sa vie. Le Monthly Musical Record écrit en 1915 : « Toute sa vie professionnelle a été un long et important accident [y compris] la manière dont il est venu à être considéré comme la plus grande autorité vivante sur Chopin ». Il a été récemment noté que les passages de Frederick Niecks relativement à la période 1841-1849 et les années posthumes sont imparfaites avec des demi-vérités, des ouï-dire, de la désinformation, des omissions, des insinuations et jeux de mots », inexactitudes qui ont été copiées et perpétuées par d'autres écrivains.
Quoi qu'il en soit, en 2011, le musée Frédéric Chopin à Varsovie, publie une version en polonais de la biographie de Chopin par Niecks.

## Ouvrages
- (en) Frederick Chopin as a Man and Musician, 2 volumes, 3 éditions 1902 lire en ligne vol. 1 et vol. 2 sur archive.org
- (de) Friedrich Chopin als Mensch und Musiker, vom Verfasser vermehrt und aus dem Englischen übertragen von Wilhelm Langhans, Leipzig: Leuckart 1890
  - Volume 1 (sur archive.org)
  - Volume 2 (sur archive.org)
- Robert Schumann, Londres, Dent [s.d.] 1925

## Sources
- Grove’s Dictionary of Music and Musicians, 5e édition 1954, vol VI, pp. 83-4